# Шатеноа ле Форж
Шатеноа ле Форж (фр. Châtenois-les-Forges) је насељено место у Француској у региону Франш-Конте, у департману Територија Белфор.
По подацима из 2011. године у општини је живело 2723 становника, а густина насељености је износила 314,07 становника/km².

## Демографија
| 1962. | 1968. | 1975. | 1982. | 1990. | 2011. |
| ----- | ----- | ----- | ----- | ----- | ----- |
| 2.548 | 2.468 | 2.704 | 2.691 | 517   | 2.723 |